# Che ne sai
Che ne sai è il quarto album in studio del cantante pop italiano Riccardo Fogli, pubblicato nel 1979 dalla Paradiso.
Oltre al brano omonimo, contiene altri singoli come Pace, Non mi lasciare e Che amore vuoi che sia.

## Tracce
1. Che ne sai – 3:46 (Maurizio Fabrizio e Riccardo Fogli)
2. Che amore vuoi che sia – 4:32 (Cristiano Minellono, Roby Facchinetti e Riccardo Fogli)
3. Ricominciare – 4:14 (Roby Facchinetti, Cristiano Minellono, Riccardo Fogli)
4. Giorno magico – 4:20 (Maurizio Fabrizio e Riccardo Fogli)
5. Non mi lasciare – 4:28 (Dario Baldan Bembo e Salvatore Fabrizio)
6. Festa – 4:09 (Marcello Aitiani e Riccardo Fogli)
7. Bella o bello chissà – 4:51 (Renato Brioschi e Riccardo Fogli)
8. Pace – 4:41 (Carla Vistarini, Luigi Lopez)

Durata totale: 35:01

## Formazione
- Riccardo Fogli – voce
- Massimo Luca – chitarra
- Gigi Cappellotto – basso
- Andy Surdi – batteria
- Maurizio Fabrizio – tastiera
- Enzo Giuffrè – chitarra
- Cosimo Fabiano – basso
- Gianni D'Aquila – batteria